# Sintetizador analógico virtual

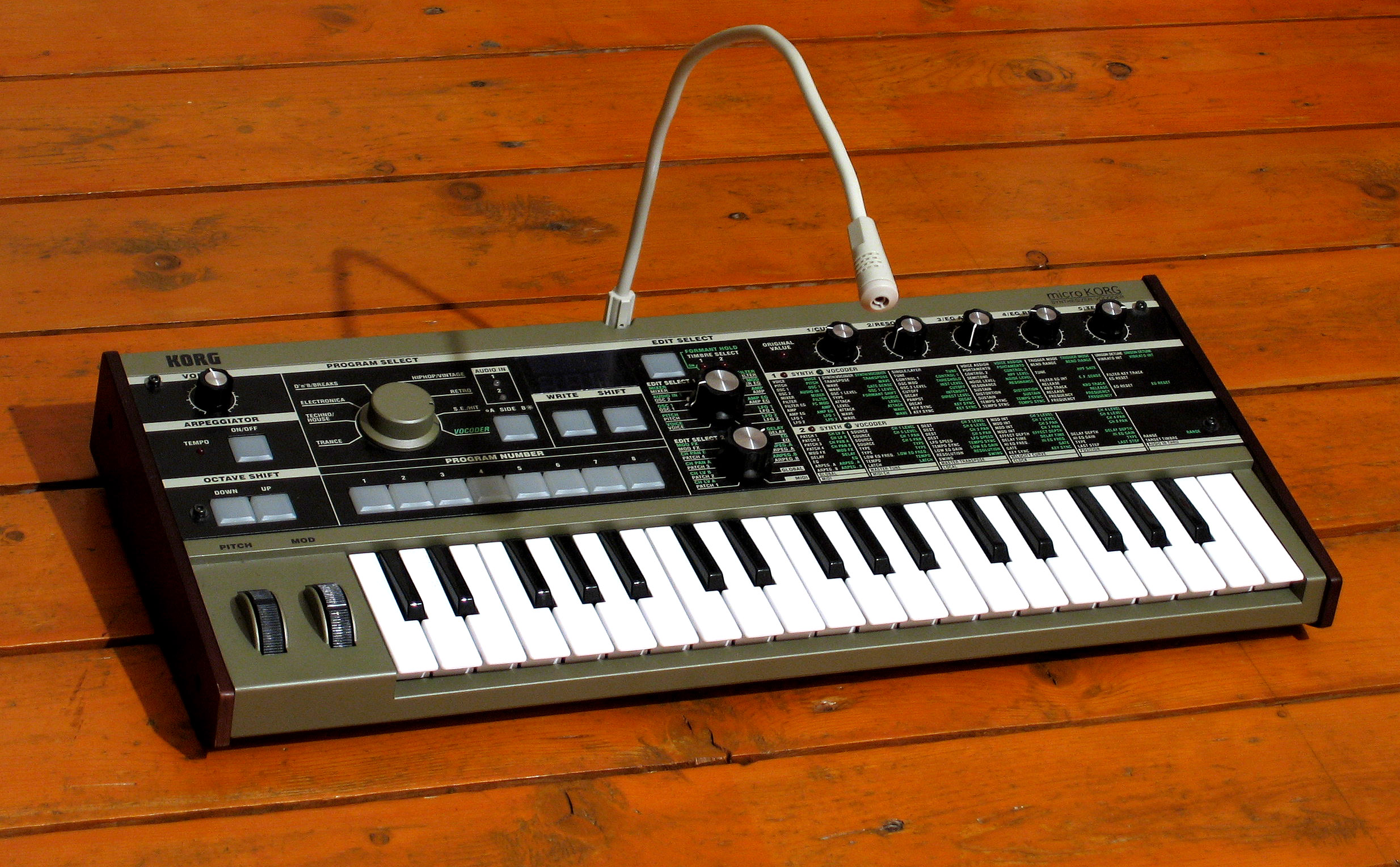
KORG microKorg

Un sintetizador virtual analógico, también llamado sintetizador de modelado analógico es un sintetizador que genera los sonidos de los sintetizadores analógicos tradicionales utilizando componentes DSP y algoritmos de software. Los sintetizadores virtuales analógicos simulan el comportamiento de los circuitos eléctricos y electrónicos originales para replicar digitalmente su tono.
Este método de síntesis también se conoce como Analógico Virtual o VA (del inglés Virtual Analog). Los sintetizadores de modelado analógico pueden ser más confiables que sus verdaderos homólogos puramente analógicos, ya que la afinación del oscilador se mantiene en última instancia mediante un reloj digital, y el hardware digital es normalmente menos susceptible a los cambios de temperatura.
Mientras que los sintetizadores analógicos necesitan un circuito oscilador para cada voz de polifonía, los sintetizadores de modelado analógico no se enfrentan a este problema. Esto significa que muchos de ellos, especialmente los modelos más modernos, pueden producir tantas voces polifónicas como la CPU en la que se ejecutan pueda manejar.
Los sintetizadores de modelado también proporcionan capacidades de almacenamiento de parches y soporte MIDI que no se encuentran en la mayoría de los instrumentos analógicos verdaderos. Los sintetizadores de modelado analógico que se ejecutan completamente dentro de un sistema operativo de ordenador central se denominan sintetizadores de software analógico.
El término no fue utilizado hasta la década de 1990 cuando salió el Nord Lead.
Ejemplos de sintetizadores analógicos virtuales:
- Access Virus
- Akai MINIAK
- Alesis Ion, Micron y Fusion
- Arturia Origin
- Clavia Nord Lead y la serie Nord Modular
- Korg Z1, Prophecy, MS-2000, microKORG, RADIAS, R3, KingKORG, Electribe
- Kurzweil PC3X
- Novation Supernova, Supernova II, Nova, A-Station, K-Station, X-Station, XioSynth, Ultranova, MiniNova
- Oberheim OB12
- Roland JP-8000, JP-8080, V-Synth, SH-201, SH-01 Gaia, SH-32, JU-06
- Studiologic Sledge (ver Fatar)
- Waldorf Q, Q+ y MicroQ
- Yamaha AN1x